# 려행증
려행증(旅行證, 표준어: 여행증)은 조선민주주의인민공화국에서 사회안전단속법 제17조 "사회안전기관은 려행질서, 걸어 다니는 질서를 위반하는 행위를 단속한다."에 의거하여 다른 지역으로 이동할시에 허가받아야하는 증서다. 1970년도부터 시행된 려행증 제도로 조선민주주의인민공화국 사람은 국내에서 려행증 없이 무단으로 다른 지역으로 가는 것을 불법으로 처벌받으며 해당 다른 지역에서 어떠한 시설도 이용이 불가능하다.

## 종류
- 일반려행증

일반려행증은 조선민주주의인민공화국 사회안전성에서 발급된다.
- 특수려행증

특수려행증은 국가보위성에서 발급되며 세가지로 나뉜다.
- - 평양시 출입려행증
  - 군사분계연선 려행증
  - 국경연선 려행증